# Verrès
Verrès ist eine italienische Gemeinde mit 2508 Einwohnern (Stand 31. Dezember 2023) in der autonomen Region Aostatal.

## Geographie
Verrès liegt in einer Höhe von 391 m s.l.m. an der linken Seite der Dora Baltea, am Eingang zum Ayastal, wo der Wildbach Évançon bei Verrès in die Dora Baltea fließt. Die Gemeinde gehört der Unité des Communes valdôtaines Évançon an.
Die Nachbargemeinden sind Arnad, Challand-Saint-Victor, Champdepraz, Issogne und Montjovet.
Westlich des Ortes verläuft die Autobahn A5 mit der Anschlussstelle (Nr. 70) Verrès. Parallel dazu verläuft die Bahnstrecke Chivasso-Ivrea-Aosta, an welcher der Bahnhof Verrès liegt.

## Geschichte
Von den Salassern gegründet, war das alte Dorf Verrès den Römern durch seine vielfältigen kommerziellen Funktionen bekannt. Von ihnen stammt auch sein lateinischer Name "Vitricium", der wohl auf eine ehemals vorhandene Glashütte zurückgeht.
Der Ort wird von einer imposanten Burg beherrscht, die auf einem Felsen am Eingang des Ayastals erbaut wurde. In der Zeit um 1390 von Yblet de Challant erbaut, ist die Burg ein gutes Beispiel einer feudalen Festung. Die gewaltige Struktur des enormen Steinwürfels (mit 30 m Seitenlänge) wird durch seine doppelten Bogenfenster in Kreuzform, Bogentüren, der riesigen Freitreppe und den kolossalen Kaminen charakterisiert.

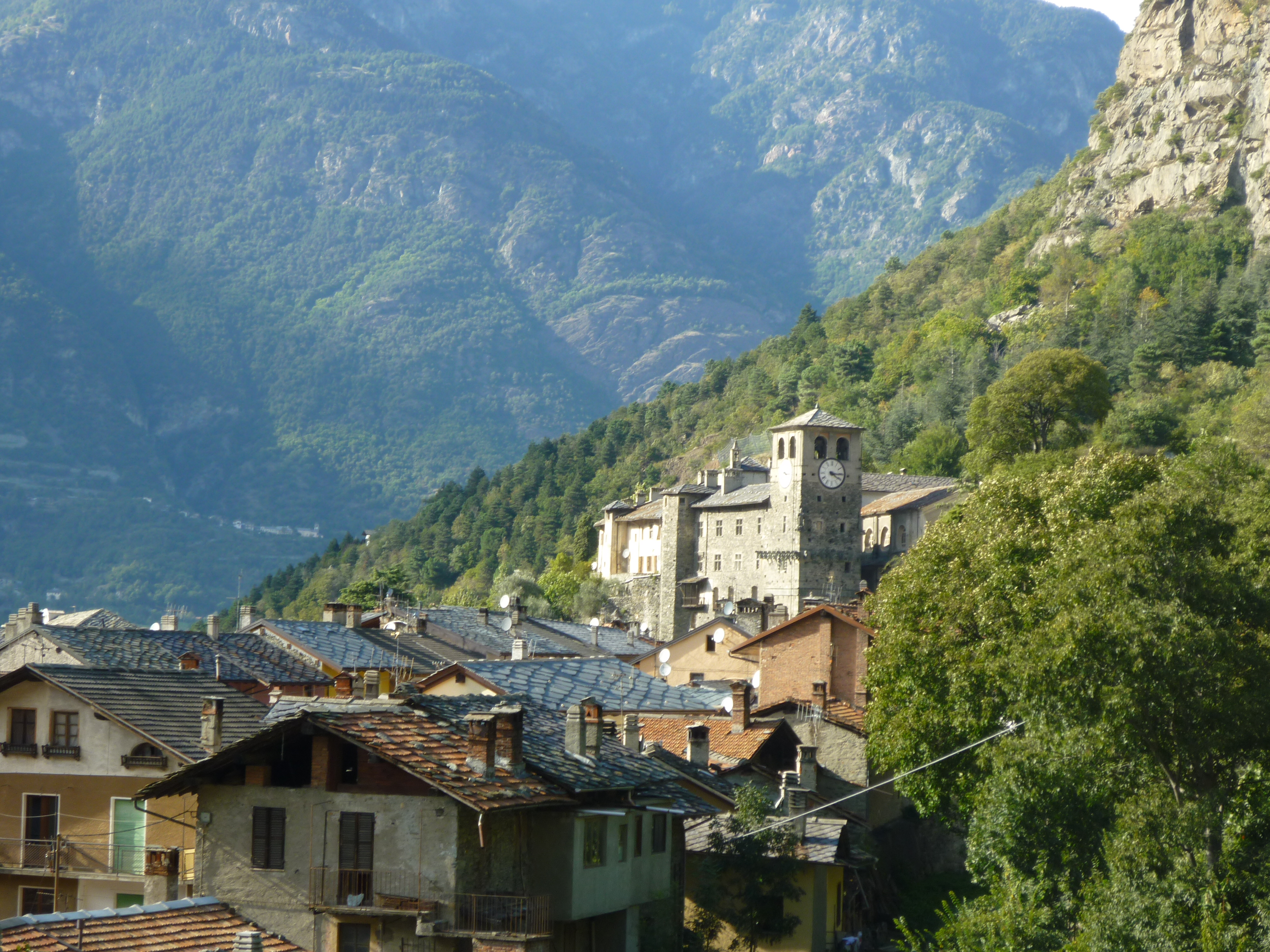
Prävotamt des Heiligen Ägidius

Im Zentrum des Ortes befindet sich das Prävotamt des Heiligen Ägidius (it. Prevostura di Saint-Gilles, frz. Prévôté de Saint-Gilles), deren architektonischer Kern auf das Jahr 1000 zurückgeht und sich in perfekter Symmetrie zur Festung befindet. Von besonderem Interesse ist das in der Rückwand der antiken Kapelle von Yblet befindliche dreibogige Fenster. Es handelt sich hierbei um das bemerkenswerteste Steinfenster der gesamten gotischen Architektur des Aostatals. Daran angeschlossen liegt die auf den Grundfesten einer romanischen Kirche errichtete Pfarrkirche Hl. Ägidius (it. Sant'Egidio, frz. Saint Gilles).
Das auf das Jahr 1512 zurückgehende Landhaus Murasse wurde von der Familie Challant als Stall benutzt und besteht auf einer Seite aus einer mit Zinnen versehenen Mauer, dem sich lang streckenden niedrigen Stall mit heruntergesetzter Wölbung und dem Taubenschlag, Zeichen des Herrschaftshauses und Privileg des Adelsstandes.
Während der Zeit des Faschismus trug der Ort den Namen Castel Verres.
In Verrès startete 1997 die 15. Etappe des Giro d’Italia über 170 km nach Borgomanero.

## Historischer Karneval von Verrès
Besonders erwähnenswert ist der Karneval. Die Geschichte der Kastellanin Catherine de Challant, die „Freundin des Volkes“, wird von den Einwohnern von Verrès, die sich noch heute für die für jene Epoche unübliche und außergewöhnliche Geste bedanken, jedes Jahr in historischen Kostümen zu neuem Leben erweckt. Es war im Jahr 1450 als Catherine de Challant und ihr Ehegatte Pierre Sarriod d'Introd, geleitet von einigen bewaffneten Männern, in die Ortschaft Verrès auf den Platz in der Nähe der Kirche hinabstiegen. Beim ersten Pfeifenklang und Trommelschlag begannen alle Anwesenden zu tanzen und, nachdem Catherine sich von ihrem Ehegatten abgewandt hatte, tanzte auch sie inmitten der kühnen Jugend des Dorfes. Die Begeisterung hatte ihren Höhepunkt erreicht und nur ein einziger Ruf hallte durch die Luft: „Vive Introd et Madame de Challant“. Das Echo dieses freudigen Rufes ist noch heute deutlich zu vernehmen. Mehr als 500 Jahre sind seither vergangen, doch auch sie konnten die Erinnerung an jenen Festtag nicht auslöschen.

## Gemeindepartnerschaften
Partnergemeinde von Verrès ist Moûtiers im französischen Département Savoie.